# Jim McDermott

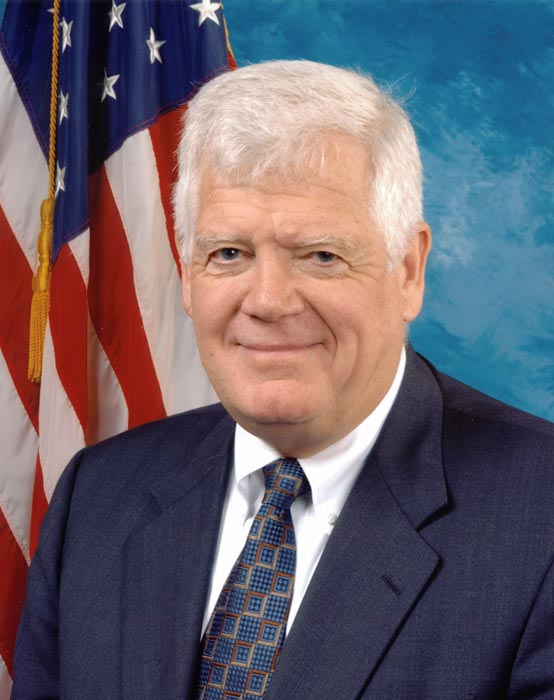
Jim McDermott

James Adelbert „Jim“ McDermott (* 28. Dezember 1936 in Chicago, Illinois) ist ein US-amerikanischer Psychiater und Politiker der Demokratischen Partei.

## Leben
McDermott wurde in Chicago geboren und war der erste Angehörige seiner Familie, der eine Hochschulausbildung absolvierte: zunächst am Wheaton College in Illinois und später an der University of Illinois Medical School in Chicago, an der er 1963 einen Abschluss als Doktor der Medizin erhielt. In den Jahren 1963 und 1964 war er am Krankenhaus in Buffalo (New York) tätig, dann von 1964 bis 1966 am Forschungs- und Lehrkrankenhaus der University of Illinois. Am Medical Center der University of Washington in Seattle forschte er von 1966 bis 1968 über Kinderpsychiatrie. Im Medical Corps der United States Navy war er während des Vietnamkrieges in Kalifornien als Psychiater tätig.
1970 bewarb er sich erstmals um ein politisches Amt und wurde für den 43. Wahlbezirk in das Repräsentantenhaus von Washington gewählt. 1974 bewarb er sich für den Senat von Washington und bekleidete diese Funktion nach gewonnenen Wiederwahlen von 1974 bis 1980. Im selben Jahr gewann er die Vorwahlen der Demokraten um das Amt des Gouverneurs gegen seine parteiinterne Konkurrentin Dixy Lee Ray, unterlag in der Wahl zum Gouverneur aber dem Republikaner John Spellman. Von 1987 bis 1989 war er im Auftrag des Außenministeriums als Mediziner und Psychiater für verschiedene in offizieller Mission tätigen amerikanischen Organisationen (u. a. USAID, Peace Corps) in Zaire, der heutigen Demokratischen Republik Kongo, tätig.
Bei den Kongresswahlen des Jahres 1988 wurde McDermott als Kandidat seiner Partei in das US-Repräsentantenhaus gewählt, wo er am 3. Januar 1989 sein neues Mandat antrat. Er vertrat den 7. Kongresswahlbezirk des Bundesstaates Washington und ist Nachfolger von Mike Lowry. Da er bei allen bisher folgenden Wahlen jeweils wiedergewählt wurde, konnte er sein Mandat bis 3. Januar 2017 ausüben. Da er im Jahr 2016 nicht mehr für eine weitere Legislaturperiode kandidierte, schied er an diesem Tag aus dem Kongress aus. Zwischen 1993 und 1995 leitete McDermott den Ethikausschuss. Im Kongress gehörte dem Committee on Ways and Means und dem Haushaltsausschuss (House Committee on the Budget) an. Darüber hinaus war er Mitglied in drei Congressional Caucuses
Am 7. Juni 2007 schlug McDermott eine Steuer auf Online-Spiele vor, die zum einen die Spielsucht wirksamer bekämpfen und zum anderen nach seiner Aussage vom 31. Januar 2008 etwa 8–42 Mrd. USD Steuern im Verlauf der ersten zehn Jahre für den US-Haushalt abwerfen soll.
McDermott ist in Michael Moores Film Fahrenheit 9/11 zu sehen. In ihm beschreibt er, wie es der Regierung Bush gelang, die Angst der Amerikaner nach dem 11. September auszunutzen.
Im Lied Depleted Uranium Is A War Crime der US-amerikanischen Punkrockband Anti-Flag sind Ausschnitte aus einer Rede von McDermott über abgereichertes Uran zu hören.

## Ehrungen
Am 22. August 2007 wurde er von König Letsie III. von Lesotho zum Ritter (Knight) ernannt. Damit wurden seine Bemühungen um ein Gesetz zur Förderung Afrikas (African Growth and Opportunity Act) anerkannt, die der Wirtschaft Lesothos sehr zugutekamen. 2014 wurde ihm der japanische mehrfarbige Orden der Aufgehenden Sonne am Band verliehen.

## Privatleben
Jim McDermott ist ein Multimillionär, der inzwischen zwei Mal geschieden ist.